# Relevés de température instrumentale
Les relevés de température instrumentale fournissent la température du système climatique de la Terre à partir du réseau historique de mesures in situ de la température de l'air en surface, et de la température de la surface des océans. Les données sont collectées dans des milliers de stations météorologiques, de bouées et de navires dans le monde entier. Le plus vieux relevé de température est une série de données météorologiques en Angleterre, qui a commencé en 1659. Les relevés à l'échelle quasi-planétaire ont lieu depuis 1850. Au cours des dernières décennies, un échantillonnage plus poussé de la température de l'océan à différentes profondeurs a commencé à permettre d'estimer la teneur en chaleur de l'océan, mais ces relevés ne font pas partie des jeux de données de température de surface globale. 

## Réchauffement total et tendances
La moyenne mondiale et la température combinée des terres et des océans à la surface montrent un réchauffement de 0,85 °C [0,65 à 1,06 °C] entre 1880 et 2012, sur la base de plusieurs jeux de données produits indépendamment. Cela donne une tendance de 0,064 ± 0,015 °C par décennie sur cette période. La tendance à la hausse est plus rapide pour les terres que pour les océans, plus rapide pour les régions arctiques et plus rapide depuis les années 1970.